# Przyspieszenie kątowe
Przyspieszenie kątowe – wielkość fizyczna opisująca ruch obrotowy, która określa szybkość zmiany prędkości kątowej. W zależności od definicji prędkości kątowej, jest określane jako wielkość skalarna bądź pseudowektor leżący na osi obrotu, gdy oś obrotu nie zmienia swego kierunku.

## Definicja skalarna
Chwilowe przyspieszenie kątowe jest pochodną prędkości kątowej względem czasu:
{\displaystyle \varepsilon ={\frac {d\omega }{dt}}={\frac {d^{2}\alpha }{dt^{2}}}\quad \left[\varepsilon \right]={\frac {\operatorname {rad} }{\operatorname {s} ^{2}}}}
Z definicji prędkości kątowej wynika, że przyspieszenie kątowe jest drugą pochodną kąta.
Jednostką przyspieszenia kątowego w układzie SI jest radian przez sekundę do kwadratu.
Jeśli współrzędną kątową ciała określa kąt
gdzie:
- {\displaystyle \alpha } – kąt,
- {\displaystyle \omega } – prędkość kątowa,
- {\displaystyle \varepsilon } – przyspieszenie kątowe.

## Na płaszczyźnie
Punkt poruszający się na płaszczyźnie ma względem początku układu współrzędnych z prędkością transwersalną chwilową prędkość kątową ω określoną wzorem:
{\displaystyle \omega ={\frac {v_{\perp }}{r}}.}
Przyspieszenie kątowe
{\displaystyle \varepsilon ={\frac {d\omega }{dt}}={\frac {d}{dt}}\left({\frac {v_{\perp }}{r}}\right)}
{\displaystyle \varepsilon ={\frac {1}{r}}{\frac {dv_{\perp }}{dt}}-{\frac {v_{\perp }}{r^{2}}}{\frac {dr}{dt}}}
{\displaystyle \varepsilon ={\frac {1}{r}}a_{\perp }-{\frac {v_{\perp }v_{r}}{r^{2}}}}
Powyższy wzór wyraża związek przyspieszenia kątowego z wielkościami liniowymi.
Jeżeli ciało porusza się po okręgu o środku w początku układu współrzędnych, to nie zmienia się jego odległość od środka układu współrzędnych, w wyniku czego prędkość radialna jest równa 0, a w powyższym wzorze drugi składnik ma wartość 0.